# Актай (Моргауський район)
Акта́й (рос. Актай, чув. Актай) — присілок у Чувашії Російської Федерації, у складі Юськасинського сільського поселення Моргауського району.
Населення — 160 осіб (2010; 171 в 2002, 212 в 1979; 244 в 1939, 309 в 1926, 246 в 1906, 141 в 1859).

## Історія
Утворилось як виселок села Преображенське (Чуваська Сорма). До 1866 року селяни мали статус державних, займались землеробством, тваринництвом, торгівлею, слюсарством, виробництвом взуття та одягу. На початку 20 століття діяли кузня та крупорушка. 1930 року створено колгосп «Комбайн». До 1927 року присілок перебував у складі Шуматівської, Селоустьїнської та Чувасько-Сорминської волостей Ядрінського повіту. 1927 року присілок переданий до складу Аліковського району, 1944 року — до складу Моргауського, 1959 року — повернутий до складу Аліковського, 1962 року — до складу Чебоксарського, 1964 року — повернутий до складу Моргауського району.